# 2,2,5-Triméthylhexane
Le 2,2,5-triméthylhexane est un hydrocarbure saturé de la famille des alcanes de formule C9H20. C'est l'un des trente-cinq isomères du nonane.